# Marie-Louise Meilleur
Marie-Louise Meilleur (Kamouraska, 29 de agosto de 1880 – Corbeil, 16 de abril de 1998) foi, entre Agosto de 1997 e a data do seu falecimento, a pessoa mais velha do mundo, tendo falecido aos 117 anos e 230 dias. Era natural da província canadiana do Quebec. Foi Decana da Humanidade de 4 de Agosto de 1997 até a data de seu falecimento. Sucedeu-lhe no título Sarah Knauss, de 117 anos de idade. Marie-Louise é a pessoa mais velha da história do Canadá e a sexta pessoa mais velha na história do mundo.

## Biografia
Marie-Louise nasceu em Kamouraska, Quebec, em 1880, filha dos pescadores Pierre Chassé (1849–1911) e Febronie Levesque (1852–1912). De acordo com sua família, ela tinha algum ancestral nativo americano. Aos 18 anos, casou-se com Etienne Leclerc (1872–1911), outro pescador de sua aldeia. Depois que ele, dois de seus filhos e seus dois pais morreram em 1911 e 1912, ela deixou duas de suas quatro crianças sobreviventes em 1913 e mudou-se para a fronteira rural de Ontário. Só uma vez, em 1939, ela voltou para a área de Quebec. Ela se casou em 1915, com Hector Meilleur (1879–1972), um lenhador franco-ontário, e com ele, ela teve mais 6 filhos. Ela morava em Deep River. Aos 107 anos de idade, ela deixou para uma casa de repouso em East Ferris. De seus 12 filhos, apenas quatro sobreviveram a ela. Ela tinha 85 netos, 80 bisnetos, 57 trinetos e quatro tataranetos. Marie-Louise fumava tabaco até os noventa anos.
Ela se tornou a pessoa viva mais velha do Canadá em 20 de março de 1993, após a morte de Lillian Ross, e se tornou a pessoa viva mais velha do mundo em 4 de agosto de 1997, após a morte de Jeanne Calment. Ela morreu de um coágulo de sangue em 16 de abril de 1998 aos 117 anos, em Corbeil, Ontário, um de seus filhos também morava no mesmo lar de idosos, e sua filha mais velha, Gabrielle Vaughan, tinha 90 anos. Ela foi enterrada ao lado de seu segundo marido em Swisha, onde ela tinha vivido anteriormente.